# مايكل كيرنان
مايكل كيرنان (بالإنجليزية: Michael Kernan)‏ هو صحفي أمريكي، ولد في 29 أبريل 1927 في أوتيكا في الولايات المتحدة، وتوفي في 4 مايو 2005 في بينينغتون في الولايات المتحدة.